# Hjalmar Casserman
Gustaf Hjalmar Casserman, ursprungligen Karlsson, född den 24 maj 1891 i Jakob och Johannes församling i Stockholm, död den 12 april 1967 i Engelbrekts församling, Stockholm, var en svensk läkare, vissångare och kompositör. 

## Biografi
Casserman blev medicine licentiat och legitimerad läkare 1922, Han var förste  livmedikus hos kung Gustaf V 1935–1950 och hos Gustaf VI Adolf 1950–1952.
Casserman var vid sidan av sin läkargärning musikaliskt aktiv. Han var ledamot av Samfundet Visans Vänner från starten 1936 och senare dess andre preses. Han skrev musik till bland annat texter av prins Wilhelm och Ruben Nilson samt är även känd för att ha komponerat melodin till Harriet Löwenhjelms dikt Beatrice-Aurore.